# Kandake of the Sudanese Revolution
Vous lisez un « article de qualité » labellisé en 2024.
Kandake of the Sudanese Revolution (litt. Candace de la Révolution soudanaise) est une photographie représentant Alaa Salah, une étudiante de 22 ans, debout sur le toit d'une voiture, vêtue de blanc et d'or, et menant une foule de manifestants scandant des slogans lors des manifestations antigouvernementales soudanaises du 8 avril 2019.
La photographie, prise par la militante Lana Haroun à l'aide d'un smartphone, a attiré l'attention des médias du monde entier et est devenue virale dans les jours qui ont suivi. Elle a été décrite par plusieurs médias comme « iconique », représentative du rôle crucial des femmes dans la révolution soudanaise de 2018-2019, qui a mené à la chute du président Omar el-Bechir après 30 ans de pouvoir autoritaire.
Le terme Kandake, qui désigne les reines mères de l'ancienne Nubie (les Candaces), est utilisé ici pour rendre hommage au leadership et à la détermination des femmes soudanaises qui ont joué un rôle central dans le mouvement révolutionnaire. Constituant une forte majorité des manifestants, elles ont été en première ligne des manifestations, souvent au péril de leur vie, pour dénoncer les abus du régime, demander des réformes et revendiquer l'égalité des droits. Elles ont bravé non seulement la répression du régime, mais aussi des normes sociales strictes qui limitent traditionnellement le rôle des femmes dans la société soudanaise.
Une des figures emblématiques de cette révolution est Alaa Salah, la jeune femme devenue célèbre par cette photographie prise lorsqu'elle était debout sur une voiture, vêtue d'une robe blanche traditionnelle, chantant des slogans révolutionnaires. Elle fait aujourd'hui face aux défis persistants auxquels ces femmes sont confrontées dans la période post-révolutionnaire. Malgré leur rôle crucial dans la chute d'el-Bechir, elles continuent de lutter pour obtenir une représentation politique équitable et pour s'assurer que les réformes promises ne les excluent pas.

## Contexte

### Révolution soudanaise 2018-2019

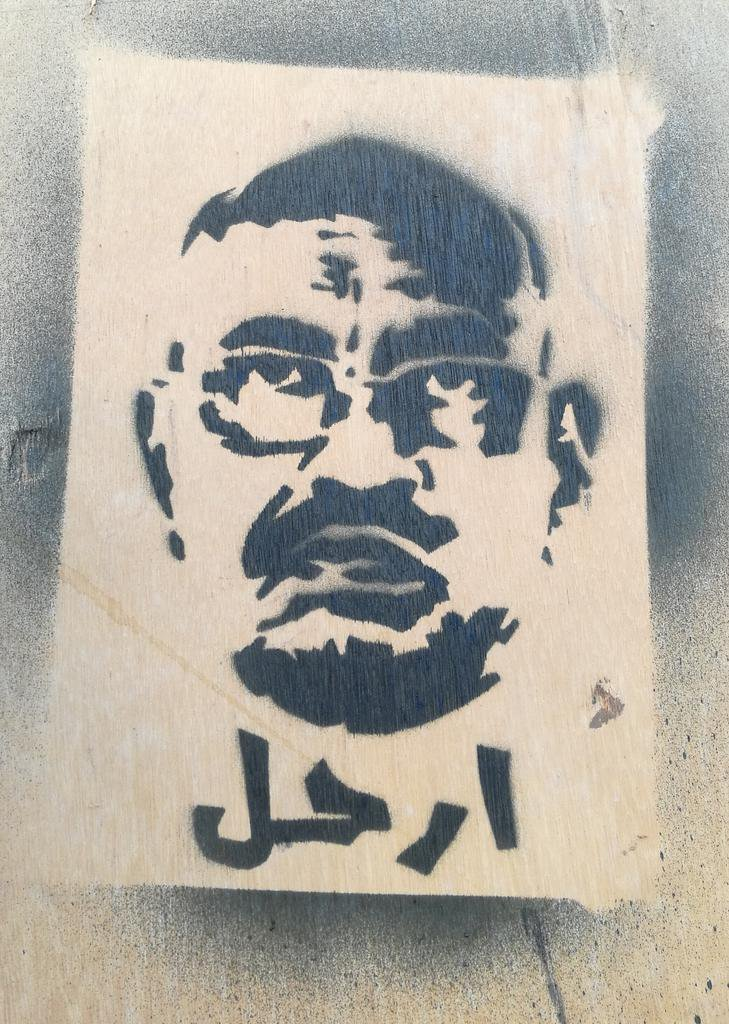
Pochoir contre le président Omar el-Bechir à Khartoum. Le portrait stylisé du chef d'État surmonte l'inscription « Dégage ! ».

À partir de décembre 2018 et l'annonce du triplement du prix du pain dans un pays déjà en crise, une série de manifestations contre le président Omar el-Bechir est organisée pour exiger des réformes économiques, la démission du président et l'instauration de la démocratie,. L'état d'urgence est déclaré en février 2019 à la suite des manifestations. Cependant, elles continuent et les plus importantes d'entre elles se tiennent les 6 et 7 avril,,.
Le 6 avril, l'Association des professionnels soudanais appelle à une marche vers le quartier général militaire de Khartoum, la capitale du pays,. Des centaines de milliers de personnes manifestent et convergent vers le quartier général, où les services de sécurité et l'armée semblent divisées dans leurs allégeances. Certaines forces de sécurité tentent d'attaquer les manifestants, tandis que l'armée prend le parti des manifestants et tire sur les forces de sécurité,,,.
Le dimanche suivant, les médias sociaux sont bloqués et l'électricité est coupée au Soudan alors que les manifestants entament un sit-in au quartier général militaire de Khartoum, qui dure jusqu'au massacre de Khartoum le 3 juin.
Par ailleurs, il existe au Soudan une profonde crise du traitement des femmes et de leur représentativité dans les institutions soudanaises. Les droits des femmes sont mis à mal depuis l'instauration de la charia en 1989, et les femmes sont abondamment fouettées pour le seul fait d'avoir un voile mal ajusté ou de porter un pantalon, ou bien de se montrer en public avec un homme,. Alors que les femmes sont majoritaires dans les manifestations, les policiers les brutalisent et les menacent de viol. Elles prennent l'habitude de filmer ces actes pour diffuser leurs exactions sur les réseaux sociaux. À l'université, les jeunes femmes représentent plus des trois quarts des étudiants, mais leur accès à des postes qualifiés est plus compliqué que pour les jeunes hommes,.

### Lesit-in

Localisation du sit-in dans Khartoum.

Massivement jeune et provenant de tout le pays, la population présente sur le sit-in est aussi composée de travailleurs, de leaders de l'Association des professionnels soudanais et des Forces de la liberté et du changement, de chercheurs d'université, de représentants de groupes politiques ainsi que d'associations féministes. Les échanges et débats sont nombreux et les différents milieux sociaux se rejoignent dans une forme d'« intellectualisme organique », à l'esprit critique aiguisé et construit sur leur propre expérience de terrain. Ils fréquentent les mêmes lieux de mixité culturelle — notamment une librairie, centrale dans ce rapprochement —, ce qui aboutit à une ouverture dans la société mais aussi vers l'extérieur : s'adaptant à la réalité soudanaise, les différentes formes d'expression culturelle créent le ciment d'un nouveau Soudan, traduit par un mot d'ordre très consensuel : « Madaniya ! » (gouvernement civil).
Ce rassemblement, qui marque un tournant dans la révolution ayant renversé le régime totalitaire, s'est organisé comme un État miniature, avec des comités tenant lieu d'organes ou d'instances régissant sa république. Les valeurs de la révolution se retrouvent dans un autre slogan : « Huria salam wa adala » (Liberté, paix et justice), qui rapproche les différentes catégories socio-culturelles et les nombreux groupes ethniques, d'ordinaire difficiles à gérer dans le pays.
Au sein du sit-in, les artistes sont au cœur des échanges entre les groupes présents ou sur les réseaux sociaux. Usant de nombreux moyens d'expression tels que des concerts, des fresques, des happenings, des pièces de théâtre engagées, des installations, des ateliers créatifs, etc., ils contribuent à la libération et au bouillonnement de l'expression de la population dans un esprit festif et convivial. Cela traduit l'importance de l'art et la culture dans la société soudanaise, qui se fait le ciment du rapprochement des générations, des ethnies et des catégories socio-culturelles. En effet, depuis le coup d'État de 1989, le gouvernement islamiste applique une politique obscurantiste et, tandis que l'art et la culture sont progressivement effacés, les jeunes artistes « rêvent que tout le pays voie fleurir une liberté d'expression sans aucune censure ».

## Prise de la photographie par Lana Haroun
Dans la matinée du 8 avril, l'armée et les services secrets s'affrontent au quartier général, faisant 6 morts, 57 blessés et 2 500 arrestations à Khartoum au cours du week-end. La police reçoit pour instruction de ne pas intervenir. « Chaque jour, j'étais là pour prendre des photos », se souvient Lana Haroun. « J'avais l'impression de faire face à l'Histoire ».
Le même jour, Lana Haroun prend quatre photos, à l'aide de son smartphone (Huawei Mate 10, caméra arrière, technique HDR), d'une femme alors inconnue, Alaa Salah, debout sur le toit d'une voiture, qui parle et chante avec d'autres femmes autour d'elle lors du sit-in près de l'état-major de l'armée et du palais présidentiel. Elle est vêtue d'un toub blanc qui enveloppe son corps et l'arrière de sa tête, laissant apparaître son visage, sa main gauche posée sur son abdomen et un bras levé le doigt en l'air. Elle porte de grandes boucles d'oreilles rondes et dorées. Elle a toute l'attention de la foule, qui lève les mains ou la prend en photographie. Au moment où la photo est prise, elle scande :
[La femme] Ils nous brûlent au nom de la religion !

[La foule] Révolution !

Ils nous tuent au nom de la religion !

Révolution !

Ils nous emprisonnent au nom de la religion !

Révolution !

Mais la religion n'a pas à être accusée !

Révolution ! Révolution !

La balle ne tue pas, ce qui tue, c'est le silence du peuple.
Elle ajoute à plusieurs reprises « Ma bien-aimée est une Kandaka ».
Haroun partage l'image en ligne. La photographie ainsi que la vidéo de la scène deviennent rapidement virales, atteignant plus de 50 000 « j'aime » en quelques heures,,,.

### Symbolique des Candaces et du rôle des femmes dans la Révolution

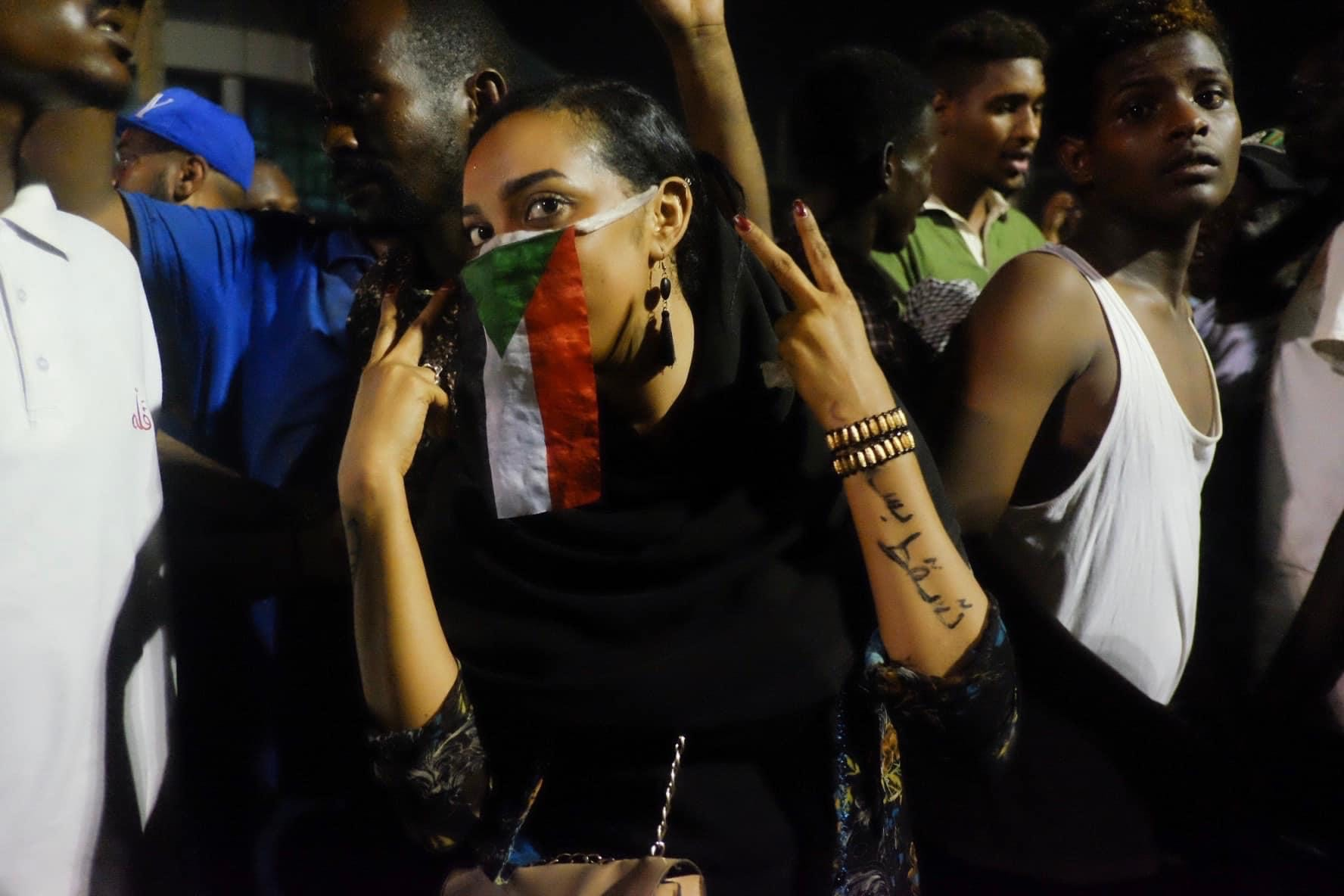
Femme soudanaise réclamant la destitution d'el-Bechir lors d'une manifestation en avril 2019.

### Révolution soudanaise

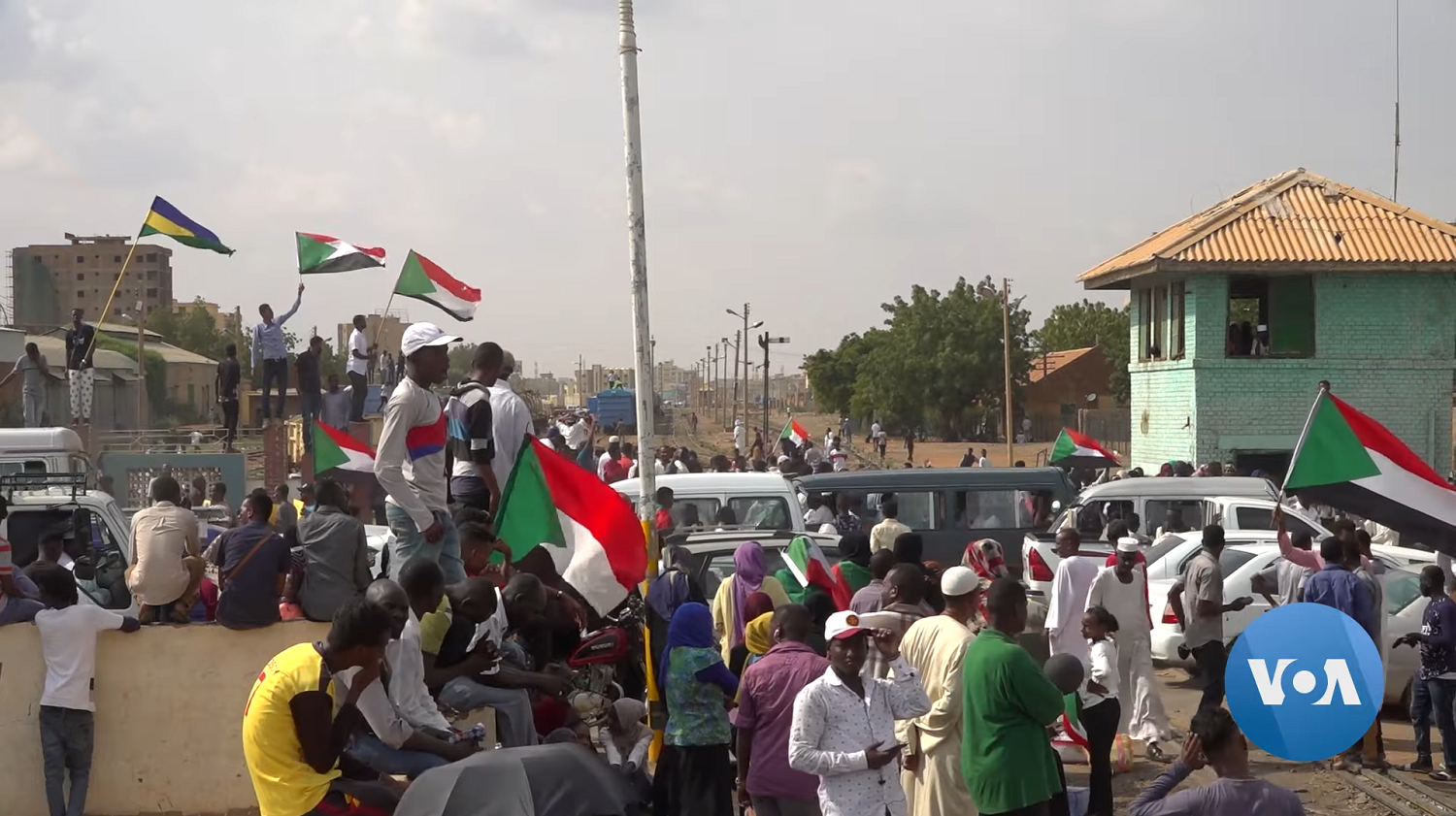
Manifestants célébrant la signature du projet de déclaration constitutionnelle entre les militaires et représentants des civils (août 2019).

## Analyse et accueil